# 10078 Stanthorpe
10078 Stanthorpe (1989 UJ3) là một tiểu hành tinh vành đai chính được phát hiện ngày 30 tháng 10 năm 1989 bởi Tsutomu Seki ở Geisei. Nó được đặt theo tên the town thuộc Stanthorpe, Queensland.